# Die magischen Zahnfeen
Die magischen Zahnfeen (englisch: The magical Toothfairies) ist eine deutsche Animationsserie, die in acht Sprachen synchronisiert wurde.

## Figuren

### Leo-Lino
Leo-Lino ist ein mutiger und aktiver Junge. Immer cool und zu einem Spaß bereit.

### Lynn
Lynn ist ein kluges und sehr geschicktes Mädchen. Auch die schnellsten Jungs können sie beim Toky Rennen nicht besiegen.

### Basta
Basta verwandelt mit seinen Späßen auch schwierige Situationen in lustige Episoden. Er ist der geborene, liebenswerte Spaßvogel.

### Professor
Professor ist ein manchmal zerstreutes Genie. Es gibt keinen, der die Mathematik so gut beherrscht – vielleicht Einstein?

### Mayor
Mayor ist die absolute Respektsperson. Ein Vorbild für alle Zahnfeen. Gütig, umsichtig und liebevoll führt er das Zahnfeenland.

### McCavity
McCavity ist hinterhältig und böse. Wollte die Zahnfeen mit Süßigkeiten „vergiften“. Deshalb ist er in den dunklen Wald von Nastian verbannt worden.

### Dee Kay
Der Sohn von McCavity. Er versucht immer wieder, so böse zu sein wie sein Vater. Zum Glück für ihn ohne Erfolg.

### Gecko
Gecko ist der Aufseher in der Zahnmühle. Hier wird der Zahnstaub hergestellt. Den möchte McCavity sehr gerne stehlen.

### Lumina
Lumina ist eine Künstlerin. Sternschnuppe in allen Varianten fertigt sie für die Kinder an.

### Tees
Ein Beamter. Akribisch, pingelig und ohne Humor. Aber der Mayor kann sich auf ihn verlassen.

## Handlung
Die Geschichten handeln von einem Zahnfeen-Team mit vier Hauptcharakteren, die mit ihren magischen Kräften auf der ganzen Welt die ausgefallenen Milchzähne der Kinder einsammeln. Zum ersten Mal hat man den Zahnfeen nicht nur Gesichter gegeben, es gibt wohl sieben Hauptdarsteller, die in einer fiktiven Welt, dem Zahnfeenland/Toothfairy Town, leben.
Auch die Frage von Kindern: „Was machen die Zahnfeen eigentlich mit unseren ausgefallenen Milchzähnen?“ wird sehr interessant beantwortet.
Verliert ein Kind einen Milchzahn, so legt es diesen am Abend vor dem Schlafengehen unter sein Kopfkissen. In der Nacht kommen dann die Zahnfeen, holen den Zahn ab und legen ein Geschenk für das Kind unter das Kopfkissen. In der Regel ist dies ein Geldstück der jeweiligen Landeswährung.
Die Serie „Die magischen Zahnfeen“ zeigt in den verschiedenen Folgen, wie wichtig die Zahnpflege ist. Dies wird verpackt in Geschichten über die Reisen der Zahnfeen in viele Länder, deren Kultur, Musik und vor allem mit der Vermittlung von Werten wie Freundschaft, Zuverlässigkeit und Liebe.

## Produktion
Die TV-Ausstrahlung begann im Jahr 2014. Die Serie ist im TV in über 20 Ländern und auf dem YouTube-Kanal von „Chotoonz Kinderkanal“ in englischer Sprache in über 150 Ländern zu sehen. Das Drehbuch stammt von Regisseur Henry Olberg. Vermarktet wird die Serie von der MTF Vermarktungs-GmbH & Co. KG.

## Episodenliste

### Staffel 1
| Folge (gesamt) | Folge (Staffel) | deutscher Titel                                      | Erstausstrahlung |
| 1              | 01              | Wie alles begann...                                  | 5.09.2014        |
| 2              | 02              | Eine Überraschung in Mexiko                          | 5.09.2014        |
| 3              | 03              | Michael, ein Junge der nicht zur Schule gehen möchte | 5.09.2014        |
| 4              | 04              | Eine lustige Feier im Zoo                            | 5.09.2014        |
| 5              | 05              | Sean der Kobold                                      | 5.09.2014        |
| 6              | 06              | Abenteuer im Vergnügungspark                         | 5.09.2014        |
| 7              | 07              | Auf dem Bauernhof                                    | 5.09.2014        |
| 8              | 08              | Piraten an Bord                                      | 5.09.2014        |
| 9              | 09              | Sommer Feier im Zahnfeenland                         | 5.09.2014        |
| 10             | 10              | Ein kleines Krokodil vom Nil                         | 5.09.2014        |
| 11             | 11              | Der Schatz von Olympia                               | 5.09.2014        |
| 12             | 12              | Abenteuer im brasilianischen Regenwald               | 5.09.2014        |
| 13             | 13              | Der Quarzsand in der Karibik                         | 5.09.2014        |

### Staffel 2
| Folge (gesamt) | Folge (Staffel) | deutscher Titel                      | Erstausstrahlung |
| 14             | 01              | Detektive in Rom                     | 5.09.2014        |
| 15             | 02              | Die Zahnfeen in Machu Picchu in Peru | 5.09.2014        |
| 16             | 03              | Der gestohlene Wunsch                | 5.09.2014        |
| 17             | 04              | Ein traumhafter Besuch in Australien | 5.09.2014        |
| 18             | 05              | Ferien in Frankreich                 | 5.09.2014        |
| 19             | 06              | Ein Geburtstag in New York           | 5.09.2014        |
| 20             | 07              | Die Prinzessin von Foumban           | 5.09.2014        |
| 21             | 08              | In der Massai Mara von Afrika        | 5.09.2014        |
| 22             | 09              | Die Zahnfeen machen eine Zeitreise   | 5.09.2014        |
| 23             | 10              | Lynn’s Traum                         | 5.09.2014        |
| 24             | 11              | In 24 Stunden um die Welt            | 5.09.2014        |
| 25             | 12              | Ein Besuch in London                 | 5.09.2014        |
| 26             | 13              | Der Weihnachtsmann braucht Hilfe     | 5.09.2014        |